# Битолско клане
Битолското клане (на албански: Masakra e Manastirit) е избиването на около 500 албански бегове и техните охранители и служители от новата османска армия на 9 август 1830 година в Битоля, тогава в Османската империя. Клането води до отслабването на властта на албанските бегове в Южна Албания и полага основата за унищожаването на мощния Шкодренски пашалък на север.

## Предхождащи събития
Влиянието на албанските бегове отслабва след убийството на Али паша Янински и ликвидирането на Янинския пашалък. В края на 1820-те години след Гръцката война за независимост, албанските наемници се включват по време на борбите на Османската империя, разграбват много села, а беговските семейства се опитват да възстановяват властта си. Тези опити включват организацията на събрание в 1828 г. в Берат на местните първенци, организирано от Исмаил бей Кемали, дядо на Исмаил Кемали, основател на съвременната албанска държава в 1912 г. Водещи фигури на събранието са Кемали, Зилифтар Пода и Шахин бег. Османската империя полага големи усилия, за да предотврати издигането на местните бегове, които са заплаха за централната власт. Беговете също така изказват твърдое несъгласие с извършваните реформи в Османската империя по време на управлението на Махмуд II. На 5 януари 1829 г., само месец след събранието в Берат, лидерът Исмаил бей Кемали е убит в Янина от хора на Решид Мехмед паша, което предизвиква размирици в Янина, Загора, Коница и Мецово, където османската администрация е изгонена от местното население. Султанът е принуден да премести Решид Мехмед паша и издига номинацията му за велик везир на 6 февруари 1829 г. През 1830 г. Високата порта изпраща корпус под командването на Решид Мехмед паша срещу размирните албански бегове. Срещу им се мобилизират трима местни лидери, Зилифтар Пода, Арслан бег и Вели бег, начело на бившите военни сили на Али паша Янински. 

## Клането
Осъзнавайки сериозността на положението и надвисналата опасност от повсеместни размирици, Решид Мехмед паша кани местните бегове на среща под предлог, че те ще бъдат възнаградени за своята лоялност към Портата. Двама от тримата водачи, Вели бег и Арслан бег, приемат поканата и отиват заедно с последователите си на среща с Решид Мехмед паша в Битоля. Те попадат на предварително устроената им засада и са застреляни от очакващите ги османски военни части. Арслан бег се опитва да избяга, но е убит след кратко преследване.

## Последици
Битолското клане е голям удар върху влиянието на всички албански бегове в Османската империя. В допълнение на това, че османците обезглавяват албанското движение, лишавайки го от лидерите му, в 1831 година побеждават Шкодренския пашалък, последната останка, сигнализираща за албански сепаратизъм в Османската империя от това време. На населението, включително и на мюсюлманите, се забранява да носи оръжие. Клането е последвано от нови бунтовете в годините 1833-1839 г., както и от още един в 1847 г.

## В литературата
Клането в Битоля е основен сюжет на романа „Komisioni i festës“ на албанския писател Исмаил Кадаре. В романа му клането е представено като сблъсък на две империи.